# Национальный театр (Брно)

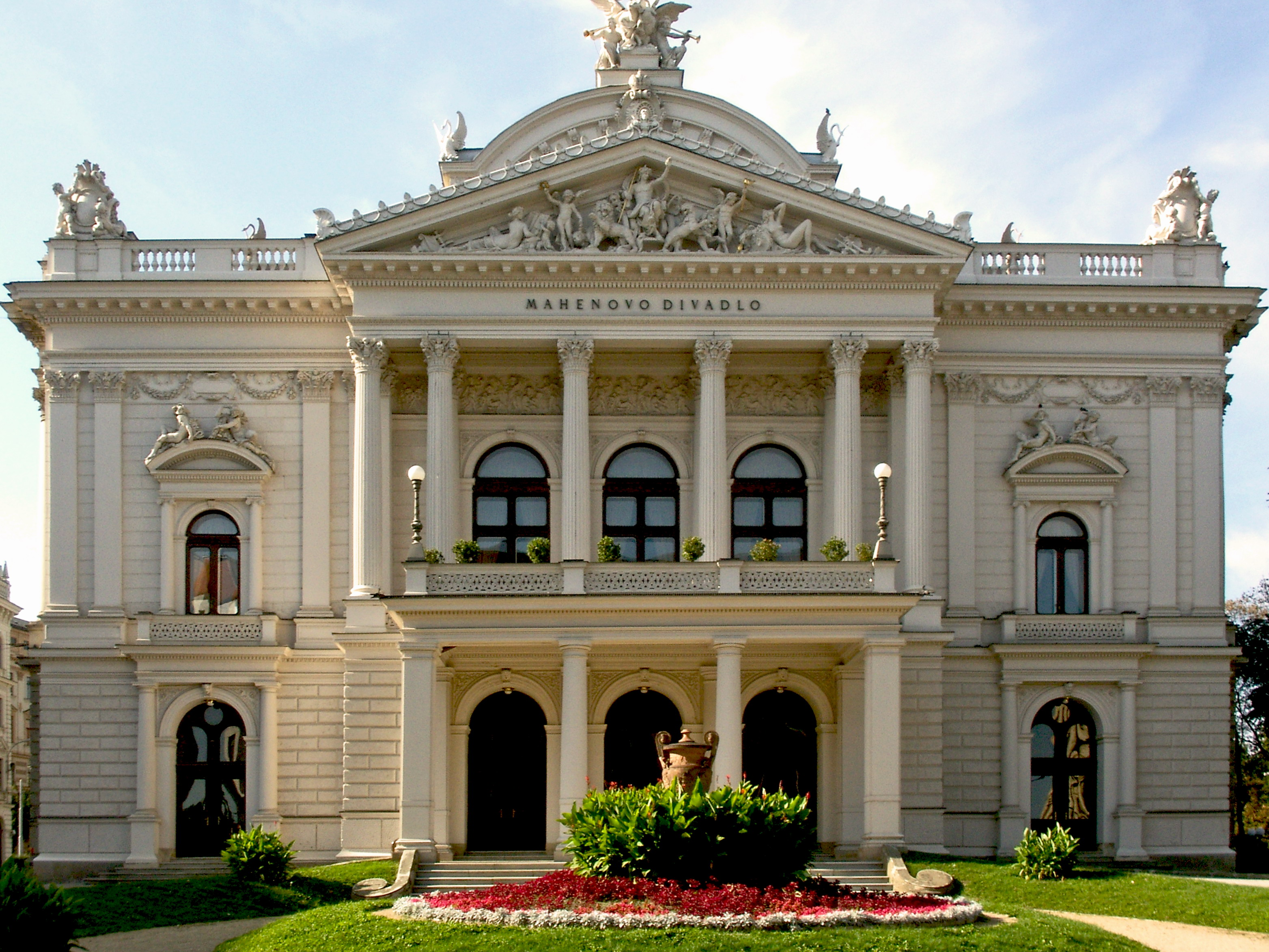
Театр Магена

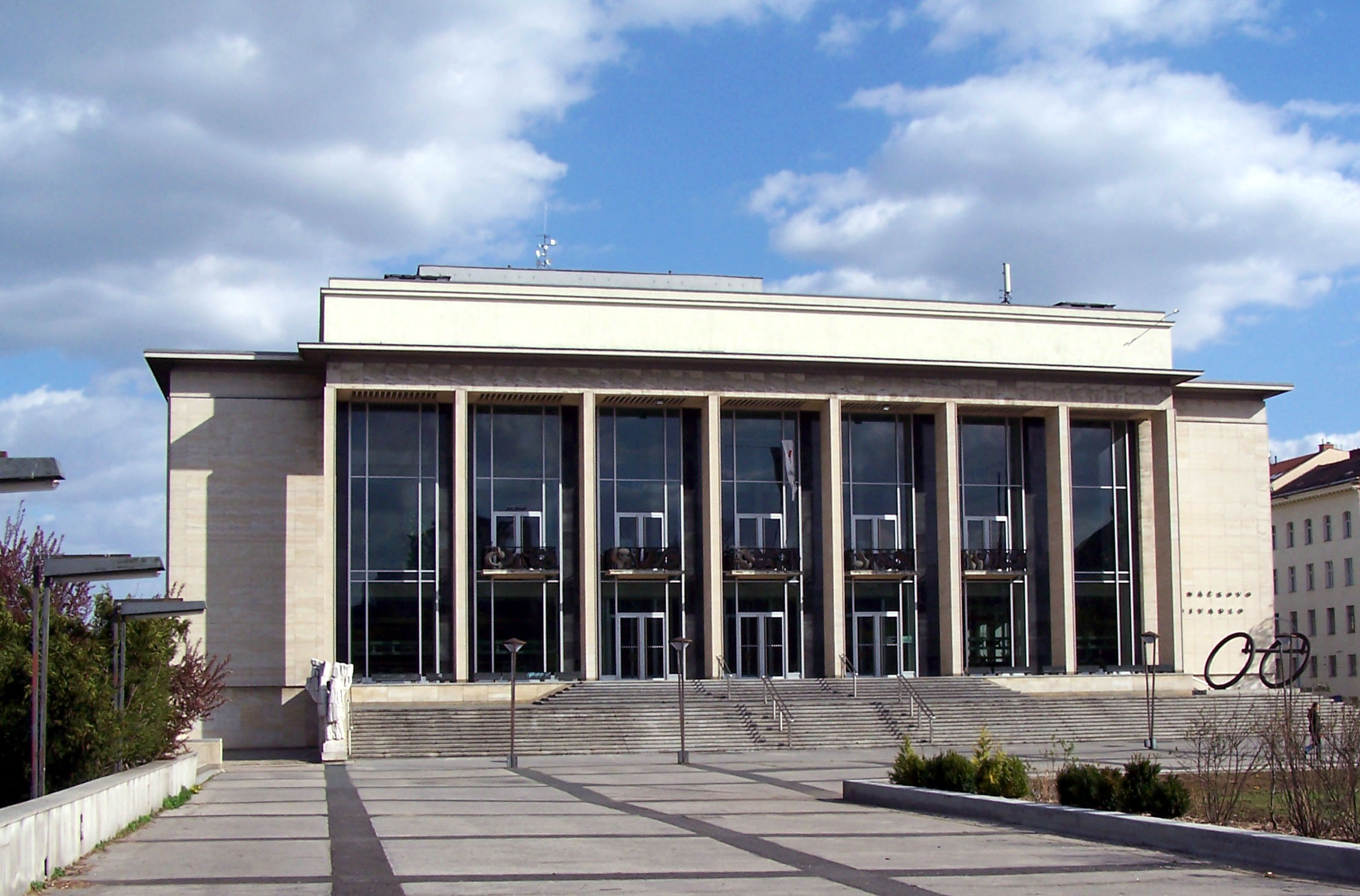
Театр Яначека

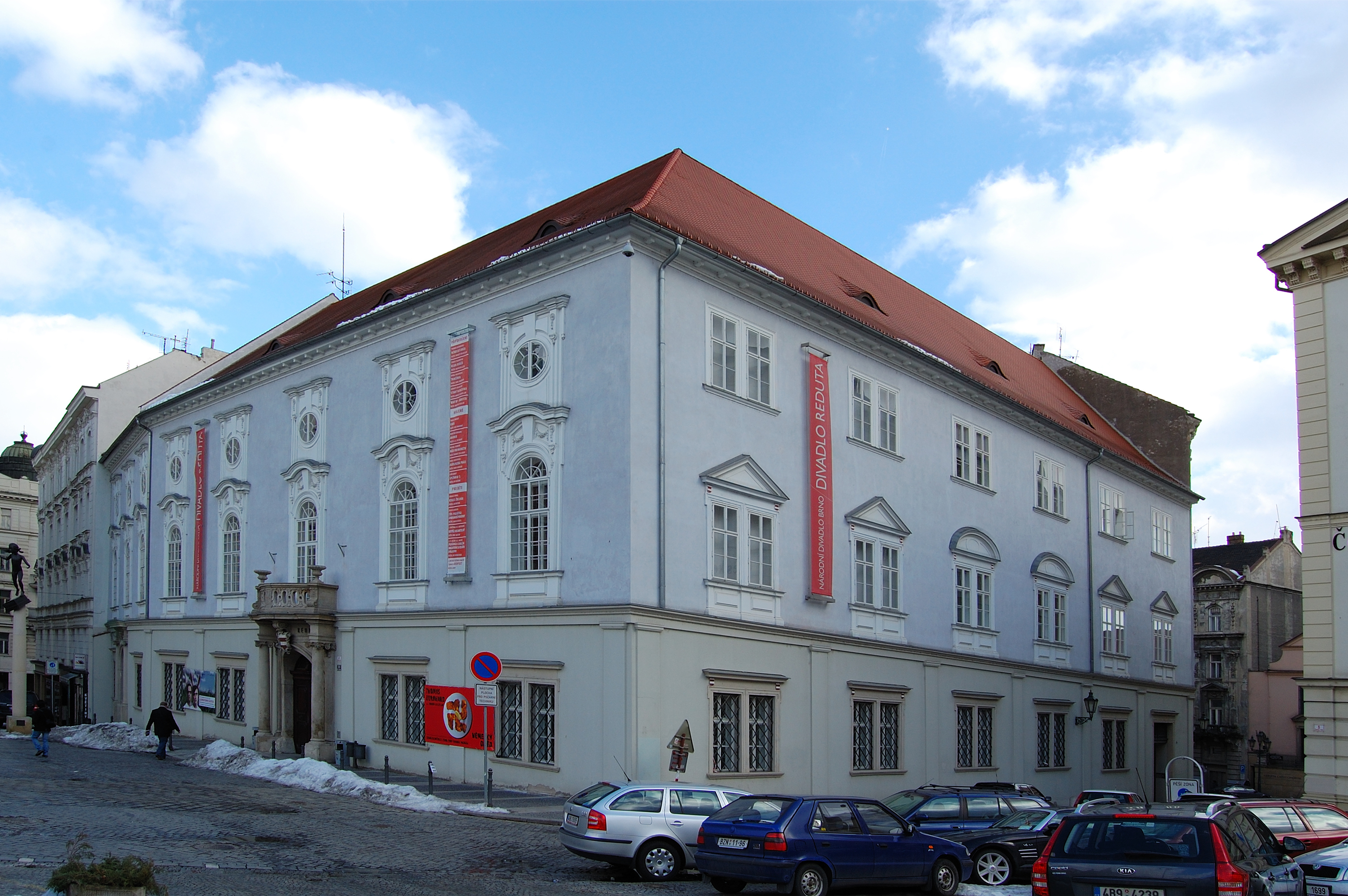
Театр Редута

Национальный театр в Брно (чеш. Národní divadlo v Brně) — главное государственное театральное заведение в чешском городе Брно.
Адрес: Чехия, Брно, ул. Дворжакова.

## История
Был основан в 1884 году по образцу Национального театра в Праге.
В настоящее время Национальный театр в Брно имеет три сцены, по сути является объединением двух профильных театров и одного театрального зала:
- Театр Магена (чеш. Mahenovo divadlo) — главная сцена драматической труппы Национального театра.[3] Исторически первый театр, ныне чисто драматическая сцена; первично Немецкий городской театр, который назывался Deutsches Stadttheater[4], новоренессансное здание было построено специально для театра популярным архитектурным Бюро Фельнер & Гельмер в 1882 году. Был первым электрифицированным театром на территории Чехии[5] и одним из первых в мире[6]. Проект электрификации разработал лично изобретатель Томас Эдисон.

2 апреля 1925 года в здании Национального театра Брно (Театра Магена) была осуществлена первая радиопередача Чешского радио Брно.
- Театр Яначека (чеш. Janáčkovo divadlo) — оперная сцена Национального театра в Брно; собственно театр оперы и балета, основанный в 1965 году; работает в современном функциональном здании, построенном в 1961—1965 годах.
- Театр Редута (чеш. Divadlo Reduta) — сцены театрального комплекса Редута используются для концертов, спектаклей, выставок различных театральных коллектив. В 1767 здесь играл двенадцатилетний виртуоз В. А. Моцарт. Современное здание, перестроенное в стиле барокко в 1731—1735 годах, было неоднократно реконструировано. Здание является старейшим театральным зданием в Центральной Европе и недавно было вновь реконструировано. В настоящее время постоянной труппы не имеет.

В 1988 году главный режиссёр Воронежского государственного академического театра драмы имени А.В. Колькова Анатолий Иванов ставит «Собачье сердце» М. Булгакова на сцене театра в городе Брно.